# Julian Dean
Julian Dean, född 28 januari 1975 i Rotorua på Nordön, är en nyzeeländsk före detta professionell tävlingscyklist. Han var framförallt duktig på att spurta och på att dra igång spurter åt sina lagkamrater. Dean är tvåfaldig nyzeeländsk mästare på landsväg, 2007 och 2008.

## Karriär

### 1996–2001
Julian Dean började cykla i Nya Zeeland på både landsväg och bana. 1996 fick han chansen att tävla i USA med Team Shaklee och senare Mercury Cycling Team. 1999 skrev Dean på för US Postal Service med vilka han fick chansen cykla i större tävlingar i Europa. 2001 cyklade han sin första Grand Tour då han ingick i US Postal Service lag till det årets upplaga av Vuelta a España. Dean bröt dock loppet efter den sjätte etappen till Torrelavega.

### 2002–2007
2002 skrev Dean kontrakt med det danska stallet CSC-Tiscali. På Världsmästerskapets linjelopp 2002 i Zolder, Belgien, slutade han på 10:e plats. 2003 vann Dean två etapper och sammandraget i Tour de Wallonie. Dean cyklade även i 2003 års upplaga av Vuelta a España för CSC-Tiscali men bröt återigen tävlingen efter den sjätte etappen. 
Inför 2004 skrev Dean på för det franska stallet Crédit Agricole och med dem fick han starta i det årets upplaga av Tour de France. Dean kom som bäst på en 8:e plats på den sjätte etappen och slutade på 127:e plats i sammandraget vid slutmålet i Paris. I Crédit Agricole fungerade Dean ofta som framgångsrik uppdragare i spurterna till lagets norske spurtkanon Thor Hushovd.
2005 fick Dean cykla för Crédit Agricole i både Giro d'Italia och Vuelta a España men nådde inte slutmålet i någon av tävlingarna. 2005 slutade Dean på 9:e plats i Världsmästerskapens linjelopp i Madrid, Spanien. 2006 deltog han i sin andra Tour de France och slutade på 128:e plats i sammandraget.
2007 cyklade Dean hem guldmedaljen på linjeloppet under de nyzeeländska nationsmästerskapen i Upper Hutt, Wellington. Han deltog även i både Giro d'Italia och Tour de France och slutade på en 93:e respektive 107:e plats. Han vann också Criterium Mount Maunganui på hemmaplan i Nya Zeeland.

### 2008–2011

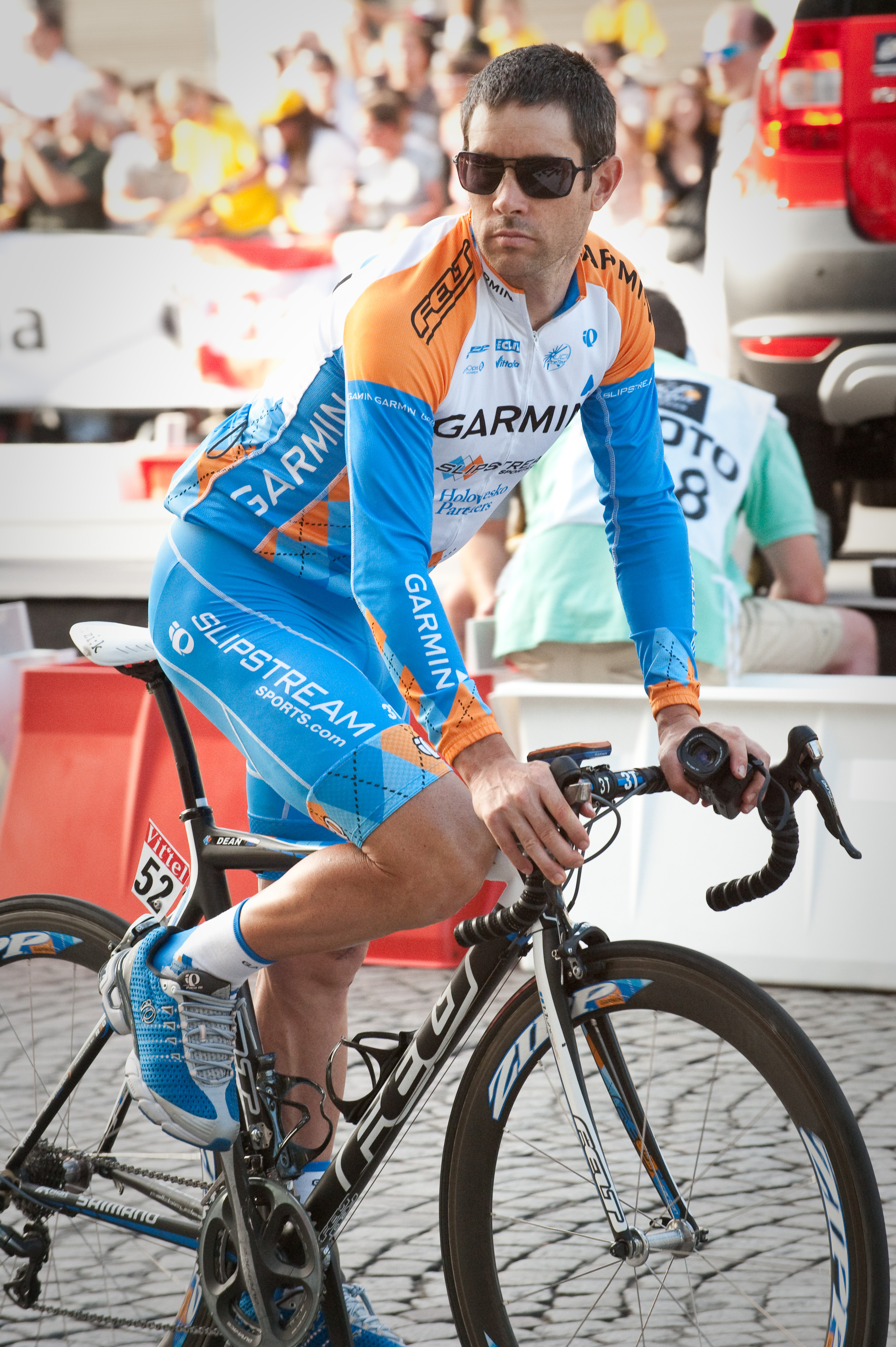
Julian Dean under 2009 års Tour de France.

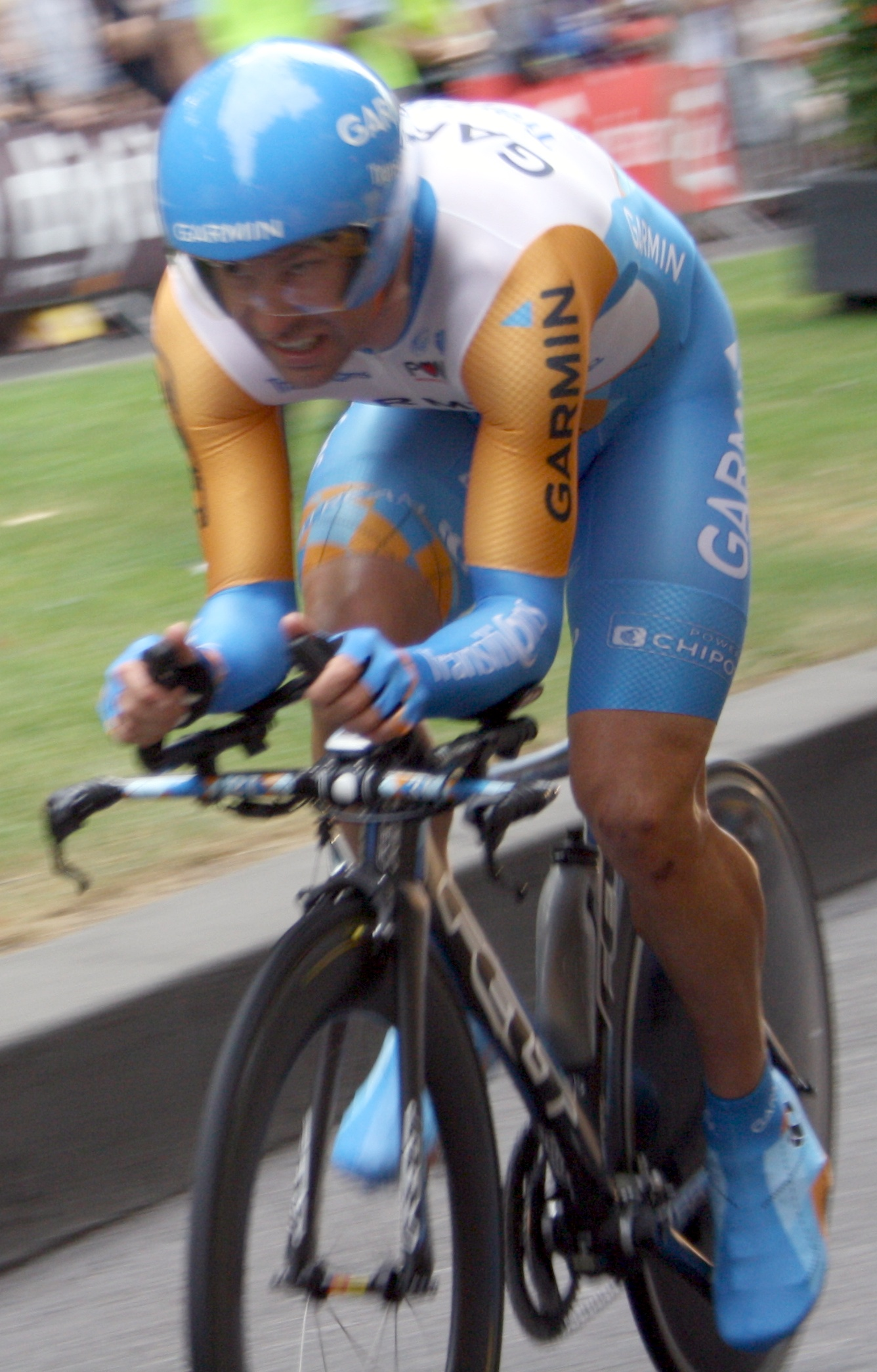
Julian Dean under prologen i 2010 års Tour de France i Rotterdam.

2008 bytte Dean lag till det amerikanska stallet Slipstream-Chipotle. Han försvarade sin titel från 2007 genom att i Hawke's Bay vinna de nyzeeländska nationsmästerskapens linjelopp för andra året i rad. På första etappen av 2008 års Giro d'Italia i Palermo segrade Dean i lagtempot tillsammans med lagkamraterna Christian Vande Velde, David Zabriskie, Ryder Hesjedal, Magnus Bäckstedt, David Millar, Pat McCarty, Danny Pate och Christopher Sutton.
2009 deltog och slutförde Dean alla de tre stora etapploppen – i tur och ordning Giro d'Italia, Tour de France och Vuelta a España – vilket han var ensam om det året. Han slutade tävlingarna på 136:e, 121:a respektive 132:a plats. 2010 deltog Dean åter igen i alla tre Grand Tours men slutförde endast Tour de France. Han nådde flera framskjutna placeringar under 2010 års stora etapplopp med en andraplats på den 18:e etappen av Giro d'Italia samt två andraplatser på den 4:e och 18:e etappen i Tour de France som främsta resultat. Därtill kom han trea på den 10:e etappen av Giro d'Italia och trea på den avslutande etappen i Tour de France på Champs Élysées
2011 cyklade Dean hem sin första lagtempoetapp i Tour de France då han segrade på den andra etappen tillsammans med lagkamraterna Tom Danielson, Tyler Farrar, Ryder Hesjedal, Thor Hushovd, David Millar, Ramūnas Navardauskas, Christian Vande Velde och David Zabriskie. Vid målgången i Paris knappt tre veckor senare hade Dean dock halkat ner till en mer blygsam 145:e plats i sammandraget.

### 2012–2013
2012 skrev Dean på för det australiska stallet Orica-GreenEDGE. Han tävlade för laget i 2012 års upplaga av Vuelta a España och cyklade in på 158:e plats i sammandraget vid målgången i Madrid. Dean lade av som professionell tävlingscyklist 2013.

## Meriter
Nationsmästerskapens linjelopp – 2007, 2008
Tour de Wallonie – 2003
Giro d'Italia, lagtempot – 2008
Tour de France, lagtempot – 2011

## Stall
- Team Shaklee 1996–1998
- Mercury Cycling Team 1998
- US Postal Service 1999–2001
- CSC-Tiscali 2002–2003
- Crédit Agricole 2004–2007
- Slipstream-Chipotle 2008–2011
- Orica-GreenEDGE 2012–2013